# Grbavci, Gradiška
Grbavci so naselje v občini Gradiška, Bosna in Hercegovina. 

## Deli naselja
Barajiša, Bavrlići, Grandići, Grbavci, Ilisići, Jezera, Kremenovići, Matavulji, Radići in Šmitrani.

## Prebivalstvo
| Pregled števila prebivalcev po letih | Pregled števila prebivalcev po letih | Pregled števila prebivalcev po letih | Pregled števila prebivalcev po letih | Pregled števila prebivalcev po letih | Pregled števila prebivalcev po letih |
| ------------------------------------ | ------------------------------------ | ------------------------------------ | ------------------------------------ | ------------------------------------ | ------------------------------------ |
| 1948                                 | 1953                                 | 1961                                 | 1971                                 | 1981                                 | 1991                                 |
| -                                    | -                                    | -                                    | 1.289                                | 1.199                                | 991                                  |

| Narodna sestava prebivalstva po letih                                                                                          | Narodna sestava prebivalstva po letih                                                                                           | Narodna sestava prebivalstva po letih                                                                                        |
| --- | --- | --- |
| 1971 | 1981 | 1991 |
| . skupaj: 1.289 Srbi 1.277 (99,06 %) Hrvati 4 (0,31 %) Muslimani 0 (0,00 %) Jugoslovani 0 (0,00 %) drugi in neznano 8 (0,62 %) | . skupaj: 1.199 Srbi 770 (64,22 %) Hrvati 2 (0,16 %) Muslimani 1 (0,08 %) Jugoslovani 426 (35,52 %) drugi in neznano 0 (0,00 %) | . skupaj: 991 Srbi 956 (96,46 %) Hrvati 4 (0,40 %) Muslimani 2 (0,20 %) Jugoslovani 16 (1,61 %) drugi in neznano 13 (1,31 %) |